# Maciej Łubieński (aktor)
Maciej Łubieński (ur. 1 sierpnia 1971) – polski historyk, dziennikarz, autor programów telewizyjnych i kabaretowych

## Życiorys
Jest synem Tomasza Łubieńskiego. Uczył się muzyki. Ukończył studia w Instytucie Historycznym UW. Pracował w magazynie Viva!. Współtwórca (razem z Michałem Walczakiem) i scenarzysta kabaretu „Pożar w Burdelu”, gdzie gra Maxa Hardkora oraz na basie.
Były współautor (wraz z Michałem Wójcikiem) programów telewizyjnych, m.in. programu historycznego Było, nie było i Błyskawicznego programu historycznego, twórca Błyskawicznego przewodnika po Warszawie.
Działał w Teatrzyku Teatr Narodowy imienia Alicji Bachledy-Curuś i Colina Farrella.  Autor piosenek i filmów.
Ma córkę.

## Nominacje i nagrody
- 2015: nominacja  do Nagrody im. Cypriana Kamila Norwida w kategorii teatr za Pożar w Burdelu (razem z Michałem Walczakiem)[6]
- 2017: nagroda pieniężna w ramach 23. Ogólnopolskiego Konkursu na Wystawienie Polskiej Sztuki Współczesnej - za przedstawienie Herosi Transformacji i miecz Chrobrego (razem z Michałem Walczakiem)[7]
- 2017: nominacja do Paszportu „Polityki” w kategorii teatr (razem z Michałem Walczakiem)[8].
- 2017: nominacja  do Nagrody im. Cypriana Kamila Norwida w kategorii teatr za przedstawienia Herosi transformacji i miecz Chrobrego oraz Dziewczyny z marszu niepodległości (razem z Michałem Walczakiem)[9]
- 2021: Nagroda Historyczna Polityki w kategorii "prace popularnonaukowe, publicystyka" za książkę Portret rodziny z czasów wielkości. O prymasach, milionerach, zakonnicach, bankrutach, pisarkach i innych przodkach[10].